# Princeton Junction
Princeton Junction és una concentració de població designada pel cens dels Estats Units a l'estat de Nova Jersey. Segons el cens del 2000 tenia 2.382 habitants.

## Demografia
Segons el cens del 2000, Princeton Junction tenia 2.382 habitants, 842 habitatges, i 681 famílies. La densitat de població era de 491,8 habitants/km².
Dels 842 habitatges en un 41,7% hi vivien nens de menys de 18 anys, en un 71% hi vivien parelles casades, en un 7,4% dones solteres, i en un 19,1% no eren unitats familiars. En el 15,6% dels habitatges hi vivien persones soles el 5,8% de les quals corresponia a persones de 65 anys o més que vivien soles. El nombre mitjà de persones vivint en cada habitatge era de 2,82 i el nombre mitjà de persones que vivien en cada família era de 3,14.
Per edats la població es repartia de la següent manera: un 28,3% tenia menys de 18 anys, un 4% entre 18 i 24, un 27,8% entre 25 i 44, un 28,9% de 45 a 60 i un 11% 65 anys o més.
L'edat mediana era de 40 anys. Per cada 100 dones de 18 o més anys hi havia 98,4 homes.
La renda mediana per habitatge era de 116.668 $ i la renda mediana per família de 127.617 $. Els homes tenien una renda mediana de 100.000 $ mentre que les dones 58.750 $. La renda per capita de la població era de 44.113 $. Cap de les famílies i l'1,5% de la població estaven per davall del llindar de pobresa.

## Poblacions més properes
El següent diagrama mostra les poblacions més properes.